# Фаррис, Барбара
Барбара Джанин Фаррис (англ. Barbara Janine Farris; родилась 10 сентября 1976 года в Харви, штат Луизиана, США) — американская профессиональная баскетболистка, выступала в женской национальной баскетбольной ассоциации. Не выставляла свою кандидатуру на драфт ВНБА 1999 года, но ещё до старта следующего сезона заключила договор с командой «Детройт Шок». Играла на позиции тяжёлого форварда и центровой. Ещё будучи действующим игроком вошла в тренерский штаб родной команды NCAA «Тулейн Грин Вэйв». В настоящем работает ассистентом главного тренера родной команды «Нью-Йорк Либерти».

## Ранние годы
Барбара Фаррис родилась 10 сентября 1976 года в городке Харви (штат Луизиана), училась же она в соседнем городе Метери в епископальной школе Сент-Мартинс, в которой выступала за местную баскетбольную команду.